# Binduga (leśnictwo)

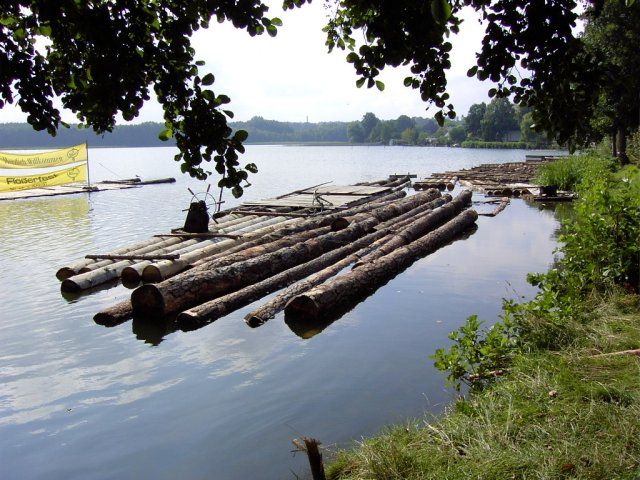
Tratwy z pni ściętych drzew w bindudze

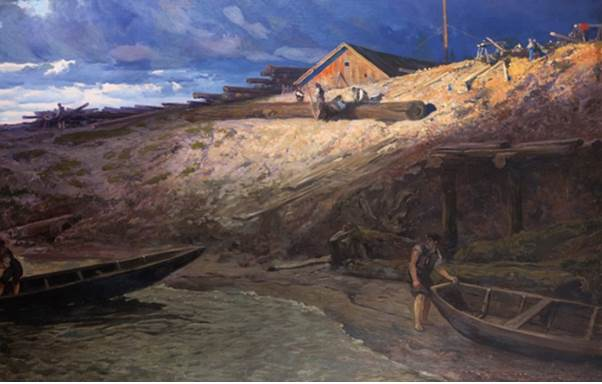
Józef Rapacki, Binduga

Binduga – miejsce nad rzeką, kanałem lub jeziorem, służące do składowania i przygotowania drewna do spławu. Na bindudze formuje się tratwy lub wiązki drewna przeznaczonego do spławu.
W Polsce, obecnie stosowana jedynie w przypadku kataklizmów występujących na dużych powierzchniach w przypadku dużej masy drzewnej złomów (wiatrołomów) i wywrotów. Przykładem z początku XXI wieku jest składnica w Nadleśnictwie Pisz, którą uruchomiono po huraganie z dn. 4 lipca 2002.
Wg definicji ze Słownika języka polskiego Witolda Doroszewskiego, bindugą zwano również pozbawione pni i karp piaszczyste zbocze nadwodnego pagórka lub wzgórza wykorzystywane do staczania ściątych pni wprost do wody. Bindugą nazywano też sam proces zbijania drewna w tratwy (niem. bindung ― wiązanie, skąd zapewne bierze się polska binduga). 